# Enemy Slayer: A Navajo Oratorio
Enemy Slayer: A Navajo Oratorio is een compositie van de Amerikaan Mark Grey.

## Geschiedenis
De inspiratie voor dit oratorium was afkomstig uit de literatuur van de Dineh (meer bekend onder het Navajovolk). Het is het verhaal van twee helden, Monsterslachter en Het kind geboren in water, dat de basis vormt. Deze twee helden hebben na hevige gevechten last van wat tegenwoordig aangeduid zou worden als een Posttraumatische stressstoornis . Zij hadden last van nachtmerries, roken het vergoten bloed en hoorde hun slachtoffers schreeuwen. Zij wilden steeds minder contact met de medemens. De Dineh richtten daarop hun gebeden tot De Heiligen om de helden te laten herstellen. Uit dit verhaal ontstond uiteindelijk Anna’ji, een ceremonie die tot vandaag gebruikt wordt om strijders te reinigen en te genezen.
De tekst werd geleverd door Laura Tohem dichteres binnen de Dineh, die op verzoek van Grey een tekst leverde die niet over de ceremonie zalf gaat, maar over het helingsproces. Grey trok daarbij een vergelijking naar de huidige Amerikaanse samenleving, waarin strijders na de strijd aan de kant worden genegeerd en uiteindelijk aan de onderkant van de samenleving belanden. Hoofdpersoon van het oratorium is Zoeker, die eenzelfde proces doormaakt als de strijders van de voorouders.
Uitvoeringen wordt begeleid door foto’s van Deborah O’Grady.

## Orkestratie
- 1 bariton;
- koor <SSAATTBB> (sopranen, alten, tenoren en baritons);
- 3 dwarsfluiten waarvan een ook altfluit en een ook piccolo, 3 hobo’s waarvan een ook althobo, 1 althobo, 2 klarinetten, 1 basklarinet, 2 fagotten, 1 contrafagot;
- 4 F-hoorns, 3 trompetten, 2 trombones, 1 bastrombone, 1 tuba;
- 1 stel pauken, 1 harp; 1 celesta
- 1e percussie: koebel, hangend bekken, triangel, tamboerijn, tempelblokken (laag, midden en hoog), "mark tree", "sleigh bells", claves en doubleert op buisklokken, grote trom en grote tamtam;
- 2e percussie: vibrafoon, xylofoon, tamboerijn, kleine trom, triangel, grote tamtam; doubleert op buisklokken;
- 3e percussie: glockenspiel, crotales, kleine trom, "small metal shaker", doubleert op grote trom;
- 4e percussie: buisklokken, grote trom, kleine trom, claves, hangend bekken, kleine tamtam, crashbekken
- 12 eerste violen, 12 tweede violen, 10 altviolen, 10 celli, 6 contrabassen (minimale bezetting)

## Première
De opdracht van het werk kwam van The Phoenix Symphony, dat haar 60-jarig bestaan wilde opluisteren met een compositie die terugvoerde op de geschiedenis van Phoenix, Arizona. De première vond plaats op 7 februari 2008, een vervolgconcert was op 9 februari. Later volgden uitvoeringen in Colorado en Salt Lake City. De componist was ten tijde van het schrijven huiscomponist van The Phoenix Symphony. Het stuk werd gefinancierd uit een anonieme gift.

## Discografie
- Uitgave Naxos: Scott Hendricks (bariton); koor en orkest en The Phoenix Symphony. Opnamen vonde plaats tijdens de concerten.